# Pertti Kurikan Nimipäivät
Pertti Kurikan Nimipäivät (zu Deutsch Pertti Kurikkas Namenstag), häufig auch nur als PKN bezeichnet, ist eine finnische Punkband.

## Werdegang
Die vier Bandmitglieder Pertti Kurikka, Kari Aalto, Sami Helle und Toni Välitalo leben mit geistigen Behinderungen. Internationale Bekanntheit erlangte die Band durch den Film The Punk Syndrome, der eine Dokumentation über die Band ist. Der Film von Jukka Kärkkäinen und Jani-Petteri Passi gewann beim Tampere International Short Film Festival 2012 den Zuschauerpreis und verhalf so der Band zu internationaler Bekanntheit.
2015 nahmen Pertti Kurikan Nimipäivät erfolgreich am finnischen Vorentscheid für den Eurovision Song Contest 2015 teil und gewannen diesen mit dem Lied Aina mun pitää (zu deutsch: Ich muss immer). Sie vertraten daher Finnland bei diesem Wettbewerb, kamen jedoch am 19. Mai nicht über das Halbfinale hinaus.

## Diskografie
- 2010: Ei yhteiskunta yhtä miestä kaipaa (EP). Gemeinsam mit der Kakka-Hätä 77 Band, Airiston Punk-levyt, Red Lounge Records[3][4]
- 2011: Päättäjä on pettäjä (Maxisingle) C-cassette, Hikinauhat records
- 2011: Osaa eläimetkin pieree (EBP) (7” Vinyl), Mauski Records and Punk & Pillu Records
- 2012: Kuus kuppia kahvia ja yks kokis, Airiston punk-levyt
- 2012: Asuntolaelämää (EBP), Airiston punk-levyt
- 2015: Aina mun pitää (Maxisingle) (7” Vinyl) Sony Music
- 2015: Oma rauha, Airiston punk-levyt